# Campeonato Mundial de Ciclismo em Pista de 1979
O LXXVI Campeonato Mundial de Ciclismo em Pista celebrou-se em Amesterdão (Países Baixos) entre 29 de agosto e 2 de setembro de 1979 baixo a organização da União Ciclista Internacional (UCI) e a Federação Neerlandesa de Ciclismo.
As competições realizaram-se na pista do Estádio Olímpico da capital neerlandesa. Ao todo disputaram-se 12 provas, 10 masculinas (3 profissionais e 7 amador) e 2 femininas.

## Medalhistas

### Masculino profissional
| Evento                 | Ouro                             | Prata                                 | Bronze                          |
| ---------------------- | -------------------------------- | ------------------------------------- | ------------------------------- |
| Velocidade individual  | Koichi Nakano · Japão            | Dieter Berkmann · Alemanha Ocidental  | Michel Vaarten · Bélgica        |
| Perseguição individual | Bert Oosterbosch · Países Baixos | Francesco Moser · Itália              | Herman Ponsteen · Países Baixos |
| Meio fundo             | Martin Venix · Países Baixos     | Wilfried Peffgen · Alemanha Ocidental | Cees Stam · Países Baixos       |

### Masculinoamador
| Evento                  | Ouro                                                                              | Prata                                                                                 | Bronze                                                                                     |
| ----------------------- | --------------------------------------------------------------------------------- | ------------------------------------------------------------------------------------- | ------------------------------------------------------------------------------------------ |
| Velocidade individual   | Lutz Tenhoßlich · Alemanha Oriental                                               | Emanuel Raasch · Alemanha Oriental                                                    | Christian Drescher · Alemanha Oriental                                                     |
| Perseguição individual  | Nikolai Makarov · União Soviética                                                 | Maurizio Bidinost · Itália                                                            | Alain Bondue · França                                                                      |
| Perseguição por equipas | Alemanha Oriental · Lutz Haueisen · Gerald Mortag · Axel Grosser · Volker Winkler | União Soviética · Viktor Manakov · Vasili Ehrlich · Vladimir Osokin · Vitali Petrakov | Itália · Maurizio Bidinost · Pierangelo Bincoletto · Silvestro Milani · Alessandro Callari |
| 1 km contrarrelógio     | Lothar Thoms · Alemanha Oriental                                                  | Gordon Singleton · Canadá                                                             | Eduard Rapp · União Soviética                                                              |
| Carreira por pontos     | Igor Sláma · Tchecoslováquia                                                      | Pierangelo Bincoletto · Itália                                                        | Urs Freuler · Suíça                                                                        |
| Meio fundo              | Mattheus Pronk · Países Baixos                                                    | Guido Van Meel · Bélgica                                                              | Gabriël Minneboo · Países Baixos                                                           |
| Tándem                  | França · Yavé Cahard · Franck Dépine                                              | Alemanha Ocidental · Dieter Giebken · Hans-Peter Reimann                              | Tchecoslováquia · Vladimír Vaičkář · Miroslav Vymazal                                      |

### Feminino
| Evento                 | Ouro                                     | Prata                               | Bronze                      |
| ---------------------- | ---------------------------------------- | ----------------------------------- | --------------------------- |
| Velocidade individual  | Galina Tsariova · União Soviética        | Truus van der Plaat · Países Baixos | Sue Novara · Estados Unidos |
| Perseguição individual | Cornelia van Oosten-Hage · Países Baixos | Anne Riemersma · Países Baixos      | Luigina Bissoli · Itália    |

## Medalheiro
| Ordem | País               | Medalha de ouro | Medalha de prata | Medalha de bronze | Total |
| ----- | ------------------ | --------------- | ---------------- | ----------------- | ----- |
| 1     | Países Baixos      | 4               | 2                | 3                 | 9     |
| 2     | Alemanha Oriental  | 3               | 1                | 1                 | 5     |
| 3     | União Soviética    | 2               | 1                | 1                 | 4     |
| 4     | Tchecoslováquia    | 1               | 0                | 1                 | 2     |
| 4     | França             | 1               | 0                | 1                 | 2     |
| 6     | Japão              | 1               | 0                | 0                 | 1     |
| 7     | Itália             | 0               | 3                | 2                 | 5     |
| 8     | Alemanha Ocidental | 0               | 3                | 0                 | 3     |
| 9     | Bélgica            | 0               | 1                | 1                 | 2     |
| 10    | Canadá             | 0               | 1                | 0                 | 1     |
| 11    | Estados Unidos     | 0               | 0                | 1                 | 1     |
| 11    | Suíça              | 0               | 0                | 1                 | 1     |
|       | TOTAL              | 12              | 12               | 12                | 36    |